# MŠK Spišské Podhradie
MŠK Spišské Podhradie là một câu lạc bộ bóng đá Slovakia, đến từ thị trấn Spišské Podhradie. The club it plays in 4. liga (thứ 4 level).

## Màu sắc và huy hiệu
Màu sắc của câu lạc bộ là đỏ và xanh dương.